# Heptaleno
El heptaleno es un hidrocarburo insaturado bicíclico que consta de dos anillos de cicloheptatrieno fusionados con fórmula química C
12H
10. Es un compuesto inestable, no plano y no aromático. El dianión, sin embargo, satisface la regla de Hückel, es térmicamente estable y es plano.

## Síntesis
Existen varias rutas para la preparación de heptaleno, en las que un compuesto carbocíclico con 10 átomos de C se convierte formalmente en heptaleno mediante la adición de un componente C2. Como componentes de partida se pueden utilizar naftaleno, 1,4,5,8-tetrahidronaftaleno o azuleno.
Ejemplo de síntesis de heptaleno en varios pasos según Emanuel Vogel:

## Propiedades químicas
El heptaleno no sustituido es un compuesto inestable. Mediante tratamiento con ácidos, se puede convertir de forma relativamente fácil y reversible en la sal de heptalenio correspondiente. Por tanto, las sales de heptaleno se pueden utilizar como conservantes de heptaleno.
La sal de heptalenio con el elemento estructural cicloheptatrienilio es un compuesto aromático.